# Korčulanski kodeks
Korčulanski kodeks je srednjovjekovna kompilacija tekstova iz druge polovice 12. stoljeća.

## Sadržaj
U kodeksu su ekscerpirana ili fragmentirana razna djela, npr. Povijest Jeruzalema Josipa Flavija, dvije stranice iz djela Pavla Đakona Historia Langobardorum, dio Kronike Izidora Seviljskog i još nekoliko srednjovjekovnih crkvenih djela. Također, dio rukopisa zauzima prijepis iz Liber pontificalis od pape Siricija (384. – 399.) do Hadrijana IV (1154. – 1159.). U taj popis papa upisane su bilješke za hrvatsku ranosrednjovjekovnu povijest, npr. o miru između Hrvata i Bugara (u vrijeme pape Ivana X.), pri čemu su se Hrvati obvezali biti trajnim "podložnicima sv. Petra". Važan podatak predstavlja zakletva kralja Petra Krešimira IV. koji je papinskom legatu Majnardu zajedno s dvanaest župana prisegnuo da nije dao ubiti svog brata Gojslava. Njezin prijevod s latinskoga glasi: 
Prema Vinku Foretiću, prvom istraživaču kodeksa, stilizacija ovoga odlomka je nejasna. Odlomak se može shvatiti bilo tako da se Petar Krešimir IV. zakleo da on nije sudjelovao u umorstvu, bilo tako da se Krešimir zakleo da neće ustrajati u grijehu. Konačno, kodeks donosi nekoliko vijesti o splitskim crkvenim saborima u 11. stoljeću, te o krunjenju Zvonimira za kralja.